# Pelioslijster
De pelioslijster (Turdus pelios) is een zangvogel uit de familie lijsters (Turdidae).

## Herkenning
De vogel is 21 tot 23 cm lang en weegt 46 tot 78 gram. De vogel heeft het formaat van een zanglijster, maar lijkt op een slank merelvrouwtje. De nominaat is overwegend dof bruingrijs met lichtgeelbruine tot bleekwitte vlekken op de 'wangen'. De buik en borst zijn lichtbruin tot grijs, de keel is wit met streepjes en naar de onderbuik toe wordt de vogel weer lichter, tot helemaal wit. De ondervleugel en flanken zijn lichtoranje. De snavel is geel en rond het oog is een doforanjegekleurde oogring. Er is geen verschil tussen mannetjes en vrouwtjes.
De ondersoorten verschillen onderling, vooral in de hoeveelheid bruingrijs, oranje of wit op de buik. De ondersoort  T. p. stormsi heeft soms een volledig oranjegekleurde buik en borst.

## Verspreiding en leefgebied
Deze soort telt 9 ondersoorten:
- T. p. chiguancoides: van Senegal tot noordelijk Ghana.
- T. p. saturatus: van westelijk Ghana tot Kameroen, Congo-Brazzaville en Gabon.
- T. p. nigrilorum: Mount Cameroon.
- T. p. poensis: Bioko.
- T. p. pelios: van oostelijk Kameroen tot Soedan, Eritrea en oostelijk Ethiopië.
- T. p. bocagei: westelijk Congo-Kinshasa en westelijk Angola.
- T. p. centralis: van oostelijk Congo-Brazzaville en de zuidelijke Centraal-Afrikaanse Republiek tot zuidelijk Ethiopië, westelijk Kenia en noordwestelijk Tanzania.
- T. p. graueri: oostelijk Congo-Kinshasa, Burundi, Rwanda en westelijk Tanzania.
- T. p. stormsi: zuidoostelijk Congo-Kinshasa, oostelijk Angola en noordelijk Zambia.

Het leefgebied bestaat uit half open bosgebieden afgewisseld met struikgewas, verder agrarisch gebied, boomgaarden, tuinen, parken en dorpen, maar ook op berghellingen en in ravijnen met struikgewas tot op 2060 m boven de zeespiegel.

## Status
De grootte van de wereldpopulatie is niet gekwantificeerd en er is niets bekend over trends in aantallen. De soort is plaatselijk algemeen, daarom staat de pelioslijster als niet bedreigd op de Rode Lijst van de IUCN.